# Phare de Træna
Le phare de Træna (en norvégien : Træna fyr) est un phare côtier de la commune de Træna, dans le Comté de Nordland (Norvège). Il est géré par l'administration côtière norvégienne (en norvégien : Kystverket).

## Histoire
Le phare est situé sur la petite île de Søholmen, à environ 7 km au sud=ouest de celle de Træna. Il a été mis en service le 1er octobre 1877. Il a été automatisé en 1974. Sa lentille d'origine a été enlevée et remplacée par une lumière moderne.

## Description
Le phare  est une tour cylindrique rouge en fonte de 21 mètres de haut, avec double galerie et lanterne montée sur une base octogonale en pierre. La tour est attenante à une maison de gardien de 2 étages. Il émet, à une hauteur focale de 40 mètres, un éclat blanc toutes les 15 secondes. Sa portée nominale est de 17 milles nautiques (environ 31 km).
Identifiant : ARLHS : NOR-255 ; NF-6600 - Amirauté : L2348 - NGA : 10196 .
|                      |
| Le phare (1890-1900) |

|          |
| Le phare |

|                |
| L'île de Træna |

### Lien connexe
- Liste des phares de Norvège